# Wang Ganchang

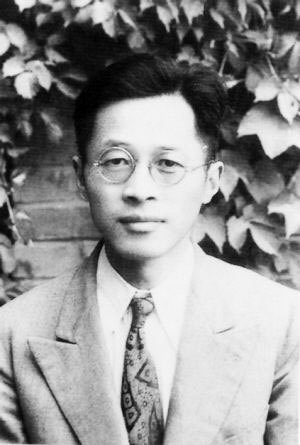
Wang Ganchang in den frühen 1950er Jahren.

Wang Ganchang chinesisch 王淦昌, Pinyin Wáng Gànchāng, W.-G. Wang Kan-ch'ang; (* 28. Mai 1907 in Changshu; † 10. Dezember 1998 in Peking) war ein chinesischer Kern- und Teilchenphysiker, der einer der führenden Physiker im frühen chinesischen Kernwaffenprogramm war.

## Leben und Werk
Wang studierte ab 1928 an der Tsinghua-Universität und machte 1929 seinen Abschluss mit einer Arbeit über Radon-Gas. Er war kurz Assistenzprofessor an der Universität, bevor er 1930 seine Studien an der Humboldt-Universität Berlin fortsetzte bei Lise Meitner. Er schlug damals die Untersuchung der Natur der von Walther Bothe mit Mitarbeitern entdeckten neutralen Strahlung aus dem Beschuss von Beryllium mit Alpha-Teilchen mit Blasenkammern vor, bekam dafür aber keine Mittel bereitgestellt. Auf diesem Weg gelang 1932 James Chadwick in Cambridge die Identifizierung dieser Strahlen als Neutron und damit dessen Entdeckung.
1934 wurde er bei Lise Meitner über Betazerfalls-Spektren promoviert und kehrte danach nach China zurück. 1934 bis 1936 war er Professor an der Shandong-Universität und 1936 bis 1950 an der Universität Zhejiang, wo er der Physik-Fakultät vorstand. Allerdings war die Universität nach der japanischen Invasion evakuiert und er konnte nur unter großen Schwierigkeiten eigene Forschungen weiterführen. Unter anderem schlug er 1941 einen Neutrino-Nachweis über Elektroneneinfang vor. Ab 1950 arbeitete er am Institut für Moderne Physik der Chinesischen Akademie der Wissenschaften und fungierte ab 1952 als dessen stellvertretender Leiter. In dieser Zeit wandte er sich dem Studium kosmischer Höhenstrahlung (die damals mangels Verfügbarkeit geeigneter Teilchenbeschleuniger als Quelle hochenergetischer Elementarteilchen diente) mit Blasenkammern zu und richtete 1954 auf einem 3200 m hohen Berg im heutigen Stadtbezirk Dongchuan von Kunming, Provinz Yunnan, ein Labor zu deren Studium ein.
1956 wurde er mit anderen chinesischen Wissenschaftlern an den neuen Teilchenbeschleuniger des JINR in Dubna (Moskau) geschickt. Unter anderem entdeckte er mit seiner Gruppe dort 1959 das negative Anti-Sigma-Hyperon (aufgebaut aus den Quarks dds).
Nach der Rückkehr 1960 nach China war er im Kernwaffenprogramm Chinas beschäftigt, meist in abgelegenen Wüstenregionen im Westen Chinas, was zur Explosion der ersten chinesischen Atombombe 1964 und der ersten chinesischen Wasserstoffbombe 1967 führte. 1969 wurde er stellvertretender Direktor des Neunten Forschungsinstituts, betraut mit der Ausführung der ersten chinesischen unterirdischen Kernwaffentests (1969).
Er gilt in China auch als Vater der Trägheitsfusion mit Lasern, die er schon 1964 vorschlug, als man in Shanghai einen 10-MW-Laser entwickelte. Die Forschung wurde in China aber erst Ende der 1970er Jahre aufgenommen. Er unterstützte auch in den 1970er Jahren den Ausbau der Kernenergie in China und schlug in den 1980er Jahren, in der Hochzeit der Star-Wars-Initiative der USA, ein entsprechendes Programm für China vor (Programm 863).
Er war seit 1955 Mitglied der Chinesischen Akademie der Wissenschaften. Einer der Preise der Chinesischen Physikalischen Gesellschaft ist nach ihm benannt und wird seit 2000 für Leistungen in Teilchenphysik und Trägheitsfusion verliehen.
1982 erhielt er den Nationalen Preis für Naturwissenschaften 1. Klasse und 1985 den Nationalpreis für Fortschritt in Wissenschaft und Technologie.
Im September 1999 erhielten Wang Ganchang und Qian Sanqiang anlässlich des 50. Jahrestags der Gründung der Volksrepublik China postum den Verdienstorden „Zwei Bomben, ein Satellit“ (两弹一星功勋奖章) für ihre Arbeit im Kernwaffenprogramm.
Wang Ganchang war Mitglied der Gesellschaft des 3. September und war im Ständigen Ausschuss des Nationalen Volkskongresses.